# Osornophryne
Osornophryne és un gènere d'amfibis de la família dels bufònids.

## Taxonomia
- Osornophryne antisana (Hoogmoed, 1987)
- Osornophryne bufoniformis (Peracca, 1904)
- Osornophryne guacamayo (Hoogmoed, 1987)
- Osornophryne percrassa (Ruiz-Carranza & Hernández-Camacho, 1976)
- Osornophryne sumacoensis (Gluesenkamp, 1995)
- Osornophryne talipes (Cannatella, 1986)